# Societetshusen på Loka brunn
Societetshusen på Loka brunn är två svenska societetshus på Loka brunn i Hällefors kommun.
I Loka brunn var gästerna under slutet av 1800-talet indelade i tre klasser: 1:a klass, 2:a klass och 3:e klass, varv den sistnämnda gruppen var obemedlade som gratisbehandlades. År 1913 uppfördes Stora Societetshuset för 1:a klassgäster och 1914 Lilla Societetshuset för 2:a klassgäster. Bägge byggnaderna ritades av Georg Ringström.
Den största lokalen i Stora Societetshuset har plats för upp till 250 sittande. Lilla Societetshuset har träsniderier på verandans pelare föreställer landskapsblommor som, liksom takmålningen i salongen, har skapats av Waldemar Bernhard. Salongen har upp till 64 sittplatser.
Fastigheterna på Loka brunn såldes 2007 av "Stiftelsen Kungl. Gyttjebad och Brunnsanstalten Loka" till Spendrups Bryggeri AB.